# Wartau
Wartau – miejscowość i gmina we wschodniej Szwajcarii, w kantonie St. Gallen, w okręgu Werdenberg. Leży nad Renen.

## Demografia
W Wartau mieszka 5 297 osób. W 2021 roku 31,5% populacji gminy stanowiły osoby urodzone poza Szwajcarią. 

## Transport
Przez teren gminy przebiegają autostrada A13 oraz droga główna nr 13.